# Annemarie Pfeifer
Annemarie Pfeifer-Eggenberger (* 15. November 1954) ist eine Schweizer Psychologin, Autorin und Politikerin (EVP).

## Leben
Pfeifer wuchs im Kanton Thurgau auf, besuchte das Lehrerseminar Kreuzlingen und unterrichtete einige Jahre Primarschüler. Nach ihrer Heirat mit Samuel Pfeifer war sie ein Jahr in Palästina, wo sich beide in einem Spital engagierten. Es folgte ein USA-Aufenthalt, wo sie sich zur Ehetherapeutin ausbildete. 1988 wurde ihr Mann als Chefarzt an die Psychiatrische Klinik Sonnenhalde in Riehen berufen. Neben der Betreuung der drei Söhne studierte Annemarie Pfeifer Individualpsychologie am Alfred-Adler-Institut in Zürich und schloss als individualpsychologische Beraterin SGfB ab. Seit sie diplomiert ist, arbeitete sie teilzeitlich in der Klinik Sonnenhalde (bis 2020) und sie bietet jetzt Beratungen für Frauen und Familien in schwierigen Lebenssituationen an. Ausserdem ist sie Seminarleiterin und Autorin mehrerer Bücher über Kindererziehung und Frauenfragen.
Sie gehörte ab 1999 dem Einwohnerrat von Riehen an, von 2010 bis 2018 war sie im Gemeinderat. 2005 rückte sie in den  Grossen Rat des Kantons Basel-Stadt nach, wurde 2008, 2012 und 2016 bestätigt, und trat im Jahr 2019 zurück.
Pfeifer war Präsidentin des Vorstandes von World Vision Schweiz und Mitglied im Board of Directors von World Vision International. Seit 2020 ist sie Präsidentin des sozialdiakonischen Vereins "Offene Tür" in Riehen.

## Veröffentlichungen
- Mütter sind nicht immer schuld, R.Brockhaus, Wuppertal 1995, 5. Gesamtauflage 2001, ISBN 3-417-20577-8.
- Wir erziehen unsere Kinder anders, Hänssler, Neuhausen-Stuttgart 1989, ISBN 978-3-77511-456-1.
- Wenn Kinder aus der Reihe tanzen. Problemkinder verstehen und begleiten, R.Brockhaus, Wuppertal 1999, ISBN 978-3-417-11181-1.
- Bring dein Leben zum Klingen. Sensibilität als Stärke. Brunnen, Basel 2008, ISBN 978-3-7655-1986-4.
- Stark in den Stürmen des Lebens. Geborgenheit in schweren Zeiten. Brunnen, Basel 2009, ISBN 978-3-7655-1743-3.
- Entspannt Mutter sein. Gelassener mit den Anforderungen des Alltags und den eigenen Ansprüchen umgehen, Gerth Medien, Asslar 2018, ISBN 978-3-95734-474-8.

als Mitautorin
- mit Sabine Bockel: Folge der Spur deiner Sehnsucht. Wie wir unsere Träume leben können und trotz unerfüllter Wünsche echtes Glück finden, Gerth Medien, Asslar 2021, ISBN 978-3-95734-721-3.